# Geelschouderspanner
De geelschouderspanner (Ennomos alniaria) is een nachtvlinder uit de familie Geometridae (spanners). De vlinder heeft een voorvleugellengte van 16 tot 20 millimeter. De soort overwintert als ei op de waardplant.

## Waardplanten
De geelschouderspanner heeft diverse loofbomen als waardplanten.

## Voorkomen in Nederland en België
De geelschouderspanner is in Nederland en België een gewone soort, die verspreid over het hele gebied voorkomt. De vliegtijd is van halverwege juli tot halverwege oktober in één generatie.